# 伊尔扎提·扎达
伊尔扎提·扎达（1965年5月—），男，塔塔尔族，新疆乌鲁木齐人，中华人民共和国政治人物。现任新疆维吾尔自治区卫生健康委员会副主任。第十二、十三、十四届全国政协委员。